# جون بيرسون (لاعب جمباز فني)
جون بيرسون (بالإنجليزية: John Pearson)‏ هو لاعب جمباز فني أمريكي، ولد في 30 يناير 1902، وتوفي في 23 أبريل 1984.

## وصلات خارجية
- جون بيرسون على موقع اللجنة الأولمبية الدولية (الإنجليزية)
- جون بيرسون على موقع أوليمبيديا (الإنجليزية)